# 4153 Робернам
4153 Робернам (4153 Roburnham) — астероїд головного поясу, відкритий 14 травня 1985 року.
Тіссеранів параметр щодо Юпітера — 3,188.